# Da Bomb (Kris Kross-dal)
A Da Bomb a harmadik, és egyben utolsó kislemeze a Kris Kross amerikai rap duónak, mely a 2. Da Bomb című albumon található. Meglepő, hogy az albummal azonos című dal utolsóként jelent meg kislemezen. A dalban Da Brat énekesnő is közreműködött. A dal nem volt túl sikeres, csupán a Hot Rap kislemezlista 25. helyéig jutott. Az album borítója különösen Japánban váltott ki nagy felháborodást, a rajta lévő füstfelhő miatt, mely kísértetiesen hasonlít a Hirosimai robbantásra. A japán megjelenés borítója különbözött az Európai és amerikai változattól.

## Tracklista

### U.S. 12"maxi bakelit
- Da Bomb (Remix - The Explosive Mix) 3:53
- Da Bomb (LP Version) 4:04
- Freak Da Funk (LP Version)2:59

### CD Maxi single promo
- Da Bomb (Remix - The Explosive Mix) 3:53
- Da Bomb (LP Version)4:04